# Lysohlávka mexická
Lysohlávka mexická (Psilocybe mexicana) je druhem psychedelické houby. Byl to první druh, z něhož byl Albertem Hofmannem izolovány aktivní látky psilocybin a psilocin.

## Popis
- Klobouk je 5-30 mm široký. Zpočátku kuželovitý až zvonovitý, někdy s naznačeným hrbolkem, v dospělosti sklenutý, často s malým hrbolkem. Povrch za vlhka blízký až hladký, na vnější polovině rýhovaný. Okraj někdy ozdobený jemnými vlákny. Hnědavý až temně oranžově hnědý, při sušení bledne do žluté, ztrácí průsvitnost a s dospíváním nebo při poranění dostává modravý nádech.[1]
- Lupeny jsou přirostlé až připojené, někdy zoubkem připojené. Zpočátku světle šedé, později díky zrání výtrusů temně purpurově hnědé, s charakteristicky bílým ostřím.
- Třeň je 40-125 mm dlouhý, 1-3 mm široký, stejnoměrně silný, u báze někdy zúžený, hladký a dutý. Slámově žlutý až hnědavý, s dospíváním nebo na poraněných místech tmavnoucí.
- Závoj řídce vláknitý, bělavý; na horní části třeně zanechává zbytky vláken.
- Dužnina červenavě hnědá, při poranění modrající.
- Výtrusy temně purpurově hnědé ni. purpurově černohnědé, ze strany subelipsoidní až elipsoidní, zpředu téměř romboidní, 8-9,9 (12) x 5,5-7,7 (8) mikrometrů.
- Bazidie se 4 výtrusy.
- Pleurocystidy chybí nebo se podobají cheilocystidám a vyskytují se jen u ostří lupenů.
- Cheilocystidy 13-28 (34) x 4,4-6,6 (8,8) mikrometrů, vřetenovité až ampulkovité nebo téměř lahvovité, s krátkým, občas rozvětveným vrcholem o rozměrech 1,5-2,2 (3,3) mikrometrů.

Lysohlávka mexická vytváří sklerocia, která ji pomáhají přečkat nepříznivá období.

## Výskyt
Roste samostatně nebo v menších skupinkách v mechu podél cest, vlhkých loukách nebo kukuřičných polích, zejména v oblastech na kraji listnatých lesů a vápencových oblastech. Běžná nadmořská výška je 1000-1800 metrů nad mořem, výjimečně i níže. Byla pozorována pouze v subtropických oblastech Mexika a Guatemaly.

## Historie a využití
Rituální užívání lysohlávky mexické bylo blízké původním obyvatelům střední Ameriky. Aztékové ji nazývali teonanácatl, tedy tělo bohů. Po dobytí Mexika však křesťané, kteří to považovali za obcování s ďáblem, začali s represí proti houbovému kultu, který se musel stáhnout, a nadále se houby užívaly pouze tajně. Dlouhou dobu bylo rituální užívání hub za zcela vymýcené nebo dokonce nikdy neexistující. Teprve roku 1957 R. G. Wasson publikoval článek o užívání lysohlávky mexické u zapadlých indiánských kmenů, kde se používá dodnes. Následně z lysohlávky mexické Albert Hofmann izoloval hlavní účinné látky, což vedlo jejich masovějšímu využití v psychiatrii a psychologii a zároveň užívání jako psychedelické drogy. Brzy na to však byly houby i látky z nich izolované opět zakázány. Dnes se občas lysohlávka mexická kultivuje. Aktivní látky obsahují i sklerocia.